# مستعلقة بيكفية
مستعلقة بيكفية (الاسم العلمي:Planctomyces bekefii) هي نوع من البكتيريا تتبع جنس المستعلقة من فصيلة المستعلقات.